# Take the Crown

Take The Crown est le neuvième album studio de Robbie Williams sorti en 2012.
11 titres composent cet album :
| 1.  | Be a Boy            | 4:38 |
| 2.  | Gospel              | 4:25 |
| 3.  | Candy               | 3:21 |
| 4.  | Different           | 4:52 |
| 5.  | Shit on the Radio   | 2:53 |
| 6.  | All That I Want     | 3:30 |
| 7.  | Hunting for You     | 3:58 |
| 8.  | Into the Silence    | 4:48 |
| 9.  | Hey Wow Yeah Yeah   | 2:52 |
| 10. | Not Like the Others | 4:15 |
| 11. | Losers              | 4:08 |

| 12. | Reverse       | 3:56 |
| 13. | Eight Letters | 4:40 |

Losers est une reprise du groupe The Belle Brigade (en), Eight Letters une reprise solo d'un morceau que Robbie Williams avait enregistrée avec le groupe Take That pour leur album Progress en 2010.